# Pura (Tarlac)
Pura é um município de  quarta classe de renda municipal (d) na província Tarlac, nas Filipinas. De acordo com o censo de 1 de maio  de  2020 possui uma população de 25 781 pessoas e 6 559 domicílios.